# 雷茨巴赫河
50°24′45.3″N 6°41′4.8″E / 50.412583°N 6.684667°E
雷茨巴赫河（德語：Reetzer Bach），是德國的河流，位於該國西部，處於北萊茵-威斯特法倫州，屬於阿爾河的左支流，河道全長3.6公里，發源自布蘭肯海姆。